# 小行星9704
小行星9704（9704 Georgebeekman）是一颗绕太阳运转的小行星，为主小行星带小行星。该小行星于1973年9月30日发现。

## 轨道参数
小行星9704的轨道半长轴为2.3263167 UA，离心率为0.057。